# Goleta (genre)
Pour l’article homonyme, voir Goleta.
Genre
Synonymes
- Ganesa Peckham & Peckham, 1885 nec Jeffreys, 1883

Goleta est un genre d'araignées aranéomorphes de la famille des Salticidae.

## Distribution
Les espèces de ce genre sont endémiques de Madagascar.

## Liste des espèces
Selon World Spider Catalog (version 18.0, 05/04/2017) :
- Goleta peckhami Simon, 1900
- Goleta workmani (Peckham & Peckham, 1885)

## Publications originales
- Peckham & Peckham, 1894 : Spiders of the Marptusa group. Occasional Papers of the Natural History Society of Wisconsin, vol. 2, no 2, p. 85-156 (texte intégral).
- Peckham & Peckham, 1885 : On some new genera and species of the Attidae, from Madagascar and Central America. Proceedings of the Natural History Society of Wisconsin vol. 1885, no , p. 23-42 (texte intégral).